# Niellim

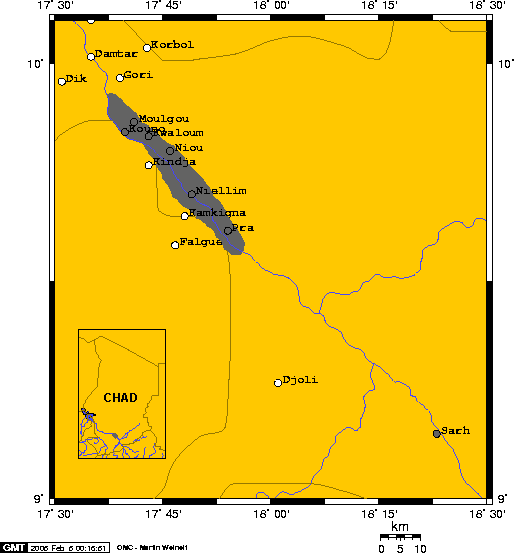
Gebiet, in denen das Niellim gesprochen wird

Niellim (Autonym lwaà:) ist eine Bua-Sprache, die von etwa 5.000 Personen (Stand 1993) entlang des Schari-Flusses im Süd-Tschad gesprochen wird.
Es wird hauptsächlich in zwei Bereichen gesprochen: in der traditionellen Heimat zwischen 9°30' and 9°50' N, korrespondierend zu den ehemaligen Häuptlingstümern Pra, Niellim und Niou und weiter nördlich um die Stadt Sarh (wohin viele bis die meisten Sprecher migriert sind).
Niellim grenzt an mehrere Sprachen diverser Sprachfamilien – vor allem Sara, Ndam und Laal – und ist von der lokalen Verkehrssprache beeinflusst, dem Tschadisch-Arabischen, welches seinerseits die ehemalige Verkehrssprache Bagirmi verdrängt hat. Das Niellim hat dafür aber auch das Laal beeinflusst. Es ist notabel homogen. Als eine kleine Minderheitengruppe im Tschad müssen die Sprecher in der Regel andere Sprachen erlernen, vor allem die französische Sprache und das Hocharabische. Einige können als Zweitsprache aber auch Baguirmi, Sara und Bua.